# 下奧利切達伊夫
48°38′5″N 27°39′57″E / 48.63472°N 27.66583°E
下奧利切達伊夫（烏克蘭語：Нижчий Ольчедаїв），是烏克蘭西南部的村莊，隸屬文尼察州的莫希利夫-波季利斯基區。該村始建於1660年，面積1.3平方公里，海拔高度130米，2001年人口420，人口密度每平方公里323.08人。